# Thomas Grosvenor (5e baronnet)
Pour les articles homonymes, voir Thomas Grosvenor et Grosvenor.
Thomas Grosvenor, 5e baronnet (1693 – février 1733) est un député et un ancêtre des ducs de Westminster.

## Biographie
Thomas Grosvenor est le deuxième fils de Thomas Grosvenor, 3e baronnet. Ses deux frères aînés sont morts jeunes et son frère aîné Richard devient le 4e baronnet.
En 1727, Richard et Thomas remportent les deux sièges parlementaires pour la ville de Chester.
Thomas devient baronnet quand Richard est décédé en juillet 1732. Cependant, à cette époque, il est déjà très malade de la tuberculose. Il lui est conseillé de voyager en Italie, et il est mort à Naples au mois de février suivant. N'ayant pas d'enfants, il est remplacé par son frère cadet Robert.